# Charleys tant

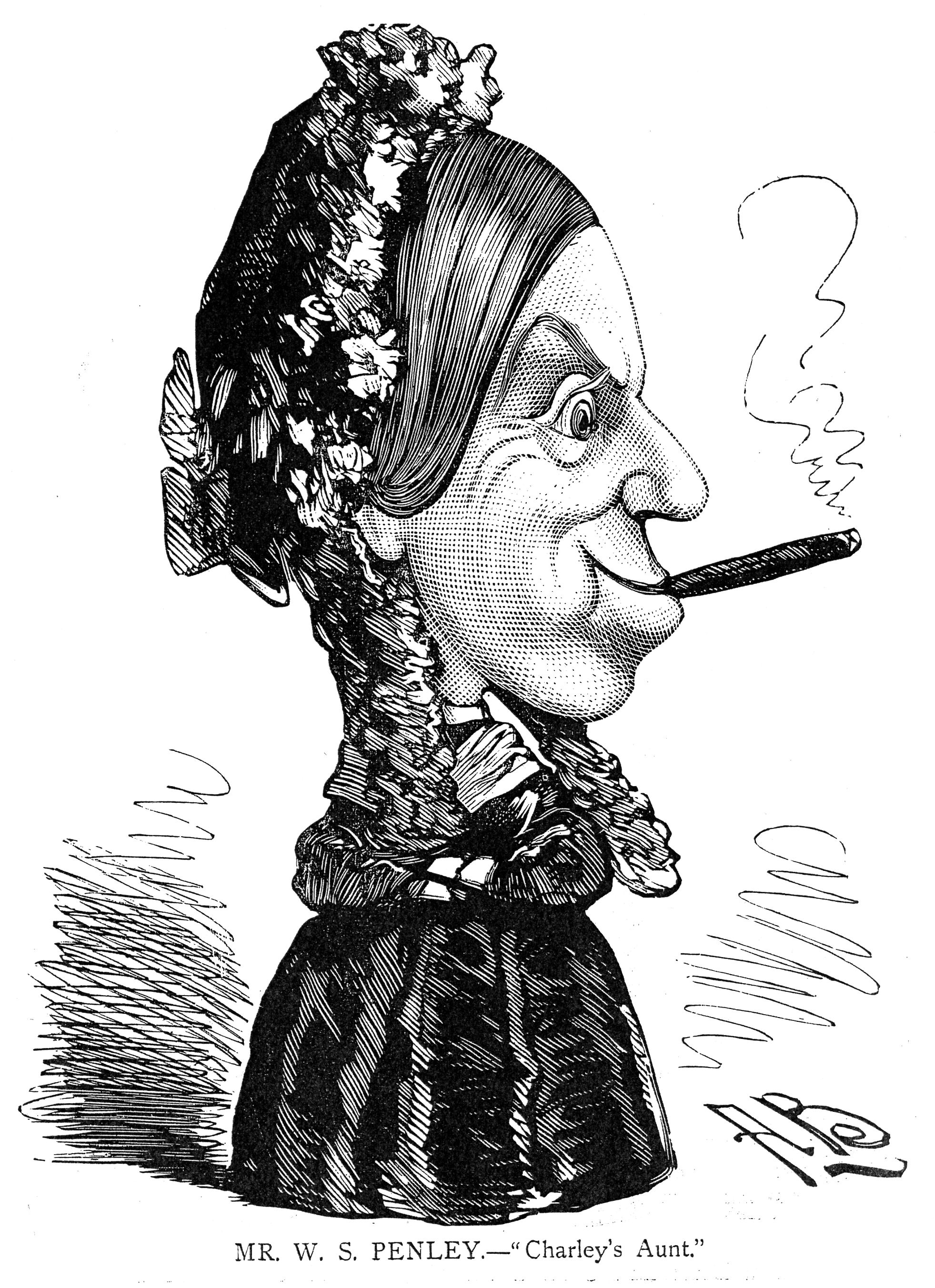
Karikatyr av W.S. Penley som den ursprungliga Charleys tant, tecknad av Alfred Bryan.

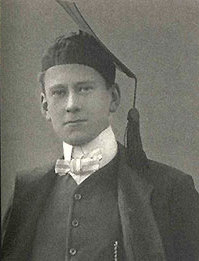
Albin Lindahl som Charley i Charleys tant.

Charleys tant (originaltitel: Charley's Aunt), är en brittisk fars skriven av Brandon Thomas. 

## Historia
Charleys tant var ett beställningsuppdrag till författaren Brandon Thomas från den engelska landsortskomikern W.S. Penley.
Thomas skrev det första utkastet på två månader och läste upp det för Penley, som skrattade så ohejdat att han ramlade av stolen och låg hjälplös på golvet.
Men Londons teaterdirektörer var inte lika roade. Alla returnerade pjäsen. Penley och Thomas var dock övertygade om att teaterexperterna hade fel och att pjäsen var en guldgruva. De skaffade själva finansiärer och satte upp pjäsen i landsorten. Charleys tant fick sin urpremiär i februari 1892 i Bury St. Edmunds i Suffolk, cirka 15 mil norr om London. Pjäsen blev mycket riktigt en framgång.
I december 1892 lyckades herrarna ta sig in på Royalty Theatre i London med sin pjäs. Charleys tant blev en publiksuccé och spelades för utsålda hus i fyra år.
I oktober 1893 kom den första amerikanska uppsättningen på Standard Theatre i New York med Etienne Giradot i titelrollen.
År 1925 filmades pjäsen för första gången med Charlie Chaplins bror Syd i huvudrollen. Pjäsen har sedan gjorts på film i flera olika versioner.
Pjäsen har översatts till alla möjliga språk, även esperanto, och vid ett tillfälle kunde man konstatera att Charleys tant spelades på inte mindre än 48 olika platser runt hela jordklotet samma kväll.

## Handling
Handlingen utspelas i Oxford på 1890-talet. Studenten Charley och dennes gode vän Jack är förälskade i den snåle Mr. Spettigues båda kvinnliga myndlingar. För att kunna umgås obehindrat med de båda flickorna övertalar de Lord Babberly att klä ut sig till Charleys tant från Brasilien (”där aporna bor”) och alltså kunna fungera som ”förkläde”. Men Mr. Spettigue blir förälskad i den falska tanten – och samtidigt dyker den riktiga tanten upp …

## Charleys tant i Sverige

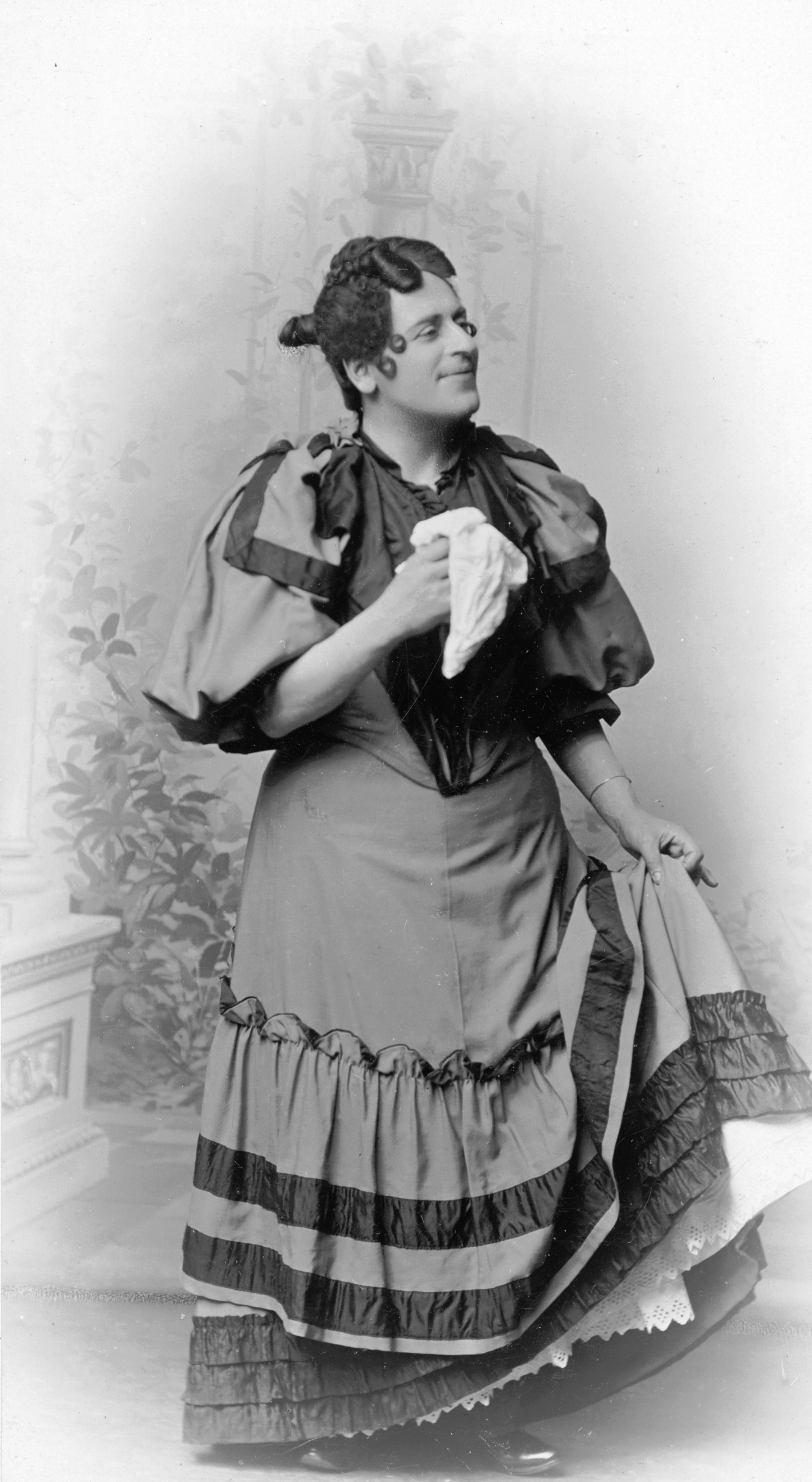
Hjalmar Hirsch som Lord Francourt Babberly i den första svenska uppsättningen på Södra Teatern 1894.

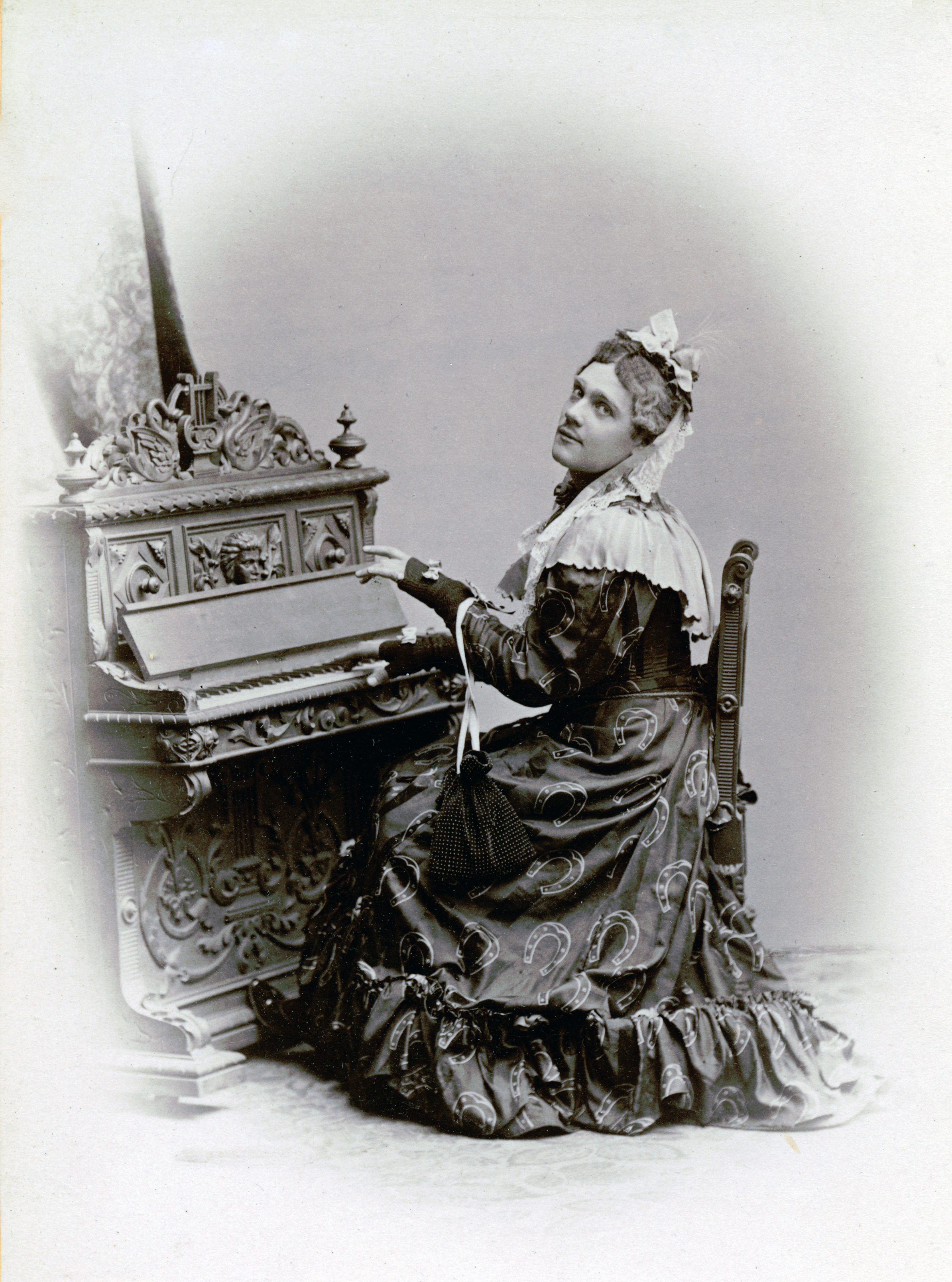
Anders de Wahl som Lord Babberly, Djurgårdsteatern 1894

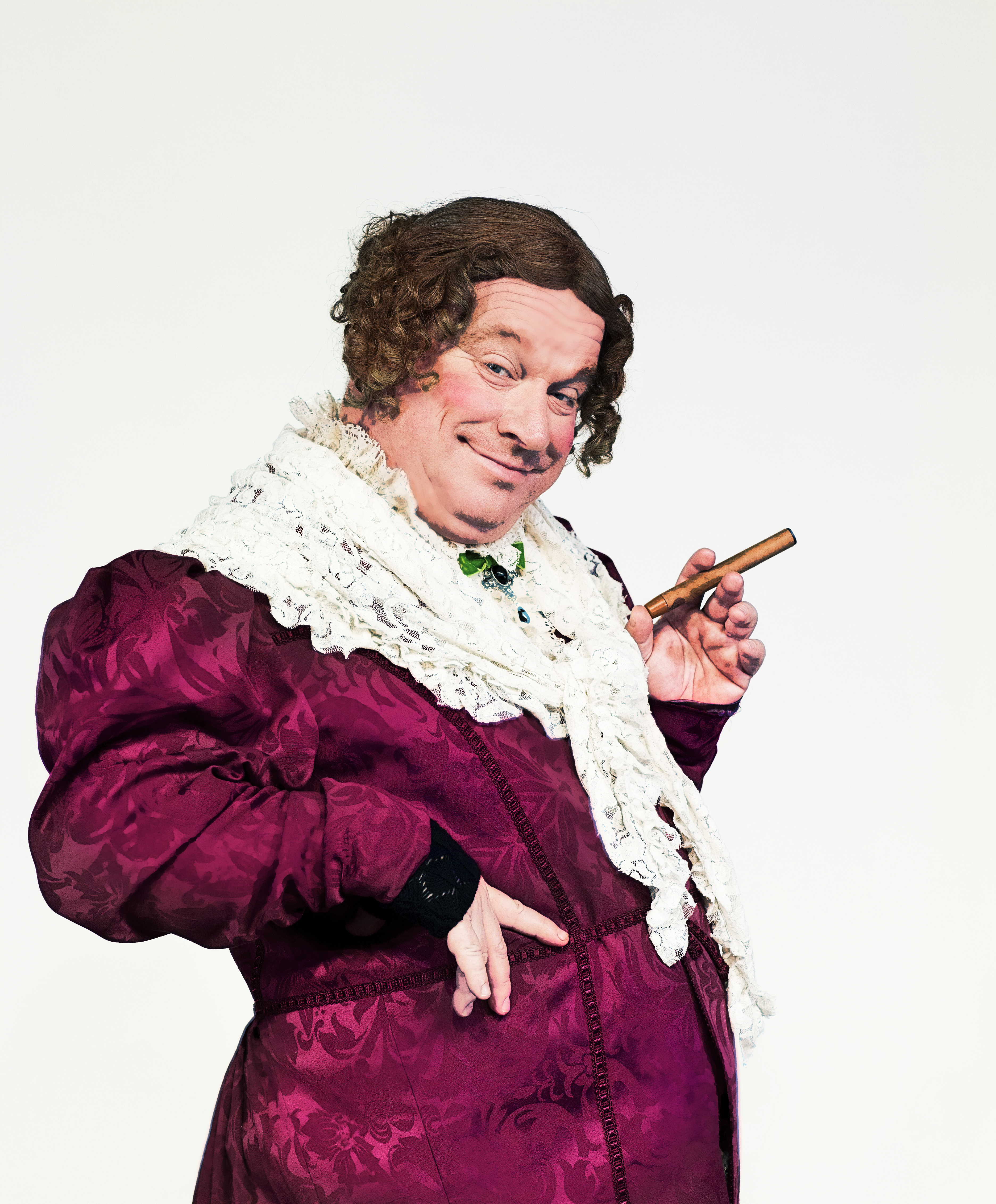
Claes Malmberg som Lord Fancourt Babberley

Charleys tant har spelats flitigt på svenska teaterscener. Den hade svensk premiär i januari 1894 på Södra Teatern i Stockholm med Hjalmar Hirsch i huvudrollen som Lord Francourt Babberly som tvingas klä ut sig till tant. I juni samma år satte Djurgårdsteatern i Stockholm upp pjäsen, nu med Anders de Wahl i huvudrollen. Göteborgspremiären ägde rum på Stora Teatern i februari samma år med Oscar Eliason som tanten.
Huvudrollen har spelats av en lång rad kända svenska komiker. Nils Poppe gjorde stor succé som tanten på Intiman i Stockholm 1959 och på Fredriksdalsteatern i Helsingborg 1968. Elis Ellis, Kjell Bergqvist och Ulf Larsson har också gestaltat tanten.
Den skådespelare som blivit mest förknippad med Charleys tant i Sverige är ändå Sven Lindberg som spelade 247
föreställningar på Vasan i Stockholm 1977–1979. Föreställningen med Lindberg har även sänts i tv.
En bearbetad version av pjäsen i regi av Anders Aldgård spelades på Gunnebo slottsteater i Mölndal sommaren 2015 med Claes Malmberg i huvudrollen och bland annat Jan Malmsjö och Marianne Mörck i övriga roller. Uppsättningen fortsatte därefter till Galateatern i Malmö hösten 2015.
Även denna uppsättning har visats i svensk tv.

### Uppsättningar
| Roll                    | Södra Teatern 1894 | Vasateatern 1977–79 | Intiman 1998         |
| ----------------------- | ------------------ | ------------------- | -------------------- |
| Regi                    |                    | Per Gerhard         | Thomas Ryberger      |
| Kostym                  |                    | Mago                | Lars-Åke Wilhelmsson |
| Lord Fancourt Babberley | Hjalmar Hirsch     | Sven Lindberg       | Ulf Larsson          |
| Jack Chesney            | Bror Olsson        | Lars Lind           | Reuben Sallmander    |
| Charley Wykeham         | Erland Wagner      | Hans Wahlgren       | Figge Norling        |
| Kitty Verdun            | Signe Widell       | Christina Schollin  | Pernilla Wahlgren    |
| Amy Spettigue           | Lotten Olsson      | Lena Ericsson       | Lizette Pålsson      |
| Sir Francis Chesney     | Richard Wagner     | Lauritz Falk        | Per Eggers           |
| Stephen Spettigue       | Gustaf Bergström   | Nils Eklund         | Pontus Gustafsson    |
| Donna Lucia d'Alvadorez | Clara Fornell      | Siv Ericks          | Meg Westergren       |
| Brassett                | Oscar Sternvall    | Martin Ljung        | Hans Lindgren        |
| Emily Delahay           | Hildegard Lindzén  | Britta Pettersson   | Mari Forsman         |

Uppsättningen 1998 belönades med tre Guldmasken vid galan 8 mars 1999, för bästa kvinnliga huvudroll (Pernilla Wahlgren), bästa manliga biroll (Per Eggers) och bästa kvinnliga biroll (Meg Westergren). Dessutom nominerades Ulf Larsson till bästa manliga huvudroll, Pontus Gustafsson till bästa manliga biroll och Lars-Åke Wilhelmsson till bästa kostym.

## Filmatiseringar i urval
- 1915 – Charley's Aunt,  amerikansk film med Oliver Hardy
- 1926 – Charleys tant, svensk film med Elis Ellis
- 1930 – Charley's Aunt, amerikansk film
- 1934 – Charleys Tante, tysk film
- 1941 – Charleys tant, amerikansk film med Jack Benny i titelrollen
- 1945 – Fram för lilla Märta, svensk film i regi av Hasse Ekman som baserades på nyckelscener i Charleys tant[7]
- 1956 – Charleys Tante, tysk film
- 1959 – Charles' tante, dansk film med Dirch Passer
- 1963 – Charleys Tante, österrikisk film